# Ножкино (Костромская область)
Ножкино — село в Чухломском районе Костромской области на северном берегу Чухломского озера. Центр сельского поселения Ножкинское. 
В селе действует  Жаровская основная общеобразовательная школа имени М. М. Платова. Функционирует фельдшерско-акушерский пункт.
В центре села находится Покровская церковь, на окраине села располагается Авраамиев Городецкий монастырь.

## Расположение
Рядом на юго-востоке располагается деревня Аринино, на северо-востоке — деревня Григорьевское, на севере в нескольких километрах деревня Жар. Севернее проходит трасса Р100 (Судиславль — Солигалич). 

## Население
| 2008 | 2010 | 2014 |
| ---- | ---- | ---- |
| 328  | ↘285 | ↗289 |

## История
Ножкино располагается на территории существовавшего ранее Мирохановского стана, затем Мирохановской волости (сейчас урочище Мироханово с каменной Троицкой церковью 1803 года постройки). В 1628 году в селе было 2 двора священников, 20 дворов монастырских служек Авраамиева Городецкого монастыря, двор кузнеца.
В 1831 году строится каменная Покровская церковь на месте старой деревянной. На погосте рядом с селом стоит каменная церковь Великомученицы Варвары 1794 года постройки.